# دیکینسون (مجموعه تلویزیونی)
دیکنسون (به انگلیسی: Dickinson) یک مجموعه تلویزیونی کمدی آمریکایی است که توسط آلنا اسمیت ساخته شده و برای اپل تی وی پلاس تولید شده‌است. این سریال در ۱ نوامبر ۲۰۱۹ منتشر شد.

## خلاصه داستان
این سریال روایت کننده داستان امیلی دیکینسون، شاعر و نویسنده آمریکایی است، دختر جوانی که در قرن نوزدهم می‌زیست، و قرار است کاوشی در محدودیت‌های جامعه، محدودیت‌های جنسی و خانوادگی داشته باشد که تلاش کردند سد راه یک شاعر جوان و سرسخت که از زمان خودش خیلی جلوتر بود شوند.

## بازیگران

### اصلی
- هیلی استاینفلد در نقش امیلی دیکینسون
- توبی هاس در نقش ادوارد دیکینسون، پدر امیلی
- جین کراکوسکی در نقش امیلی نورکروس دیکینسون، مادر امیلی
- آدریان انسکو در نقش آستین دیکینستون، برادر امیلی
- آنا باریشنیکوف در نقش لاوینیا دیکینستون، خواهر امیلی
- الا هانت در نقش سو گیلبرت، نامزد آستین و دوست صمیمی امیلی

### فرعی
- مت لوریا در نقش بن نیوتن، منشی ادوارد دیکینسون
- گاس هالپر در نقش جوزف لیمن، یکی از آشنایان خانواده دیکینسون
- گاس بیرونی در نقش جین همفری، یکی از آشنایان خانواده دیکینسون
- سوفی زوکر در نقش ابی وود، یکی از آشنایان خانواده دیکینسون
- آلگرا هرت در نقش ابیاه روت، یکی از آشنایان خانواده دیکینسون
- کوین یی در نقش توشیاکی، یکی از آشنایان خانواده دیکینسون
- چینازا اوچ در نقش هنری، خدمتکار خانواده دیکینسون
- ساموئل فارنزورث در نقش جورج گولد، خواستگار امیلی
- ویز خلیفا در نقش مرگ، شکل گرفته در تخیل امیلی
- جان مولانی در نقش هنری دیوید ثورو، نویسنده معروف

## فیلمبرداری
فیلمبرداری اصلی این مجموعه در ۷ ژانویه ۲۰۱۹ در اولد بث‌پیج، نیویورک آغاز شد و در مارس ۲۰۱۹ فیلم‌برداری آن به پایان رسید.
فصل دوم این سریال در تاریخ ۸ ژانویه ۲۰۲۱ توسط اپل تی وی پلاس منتشر می شود.

## پیوندها
- دیکینسون در بانک اطلاعات اینترنتی فیلم‌ها (IMDb)